# Pierwsze Prezydium

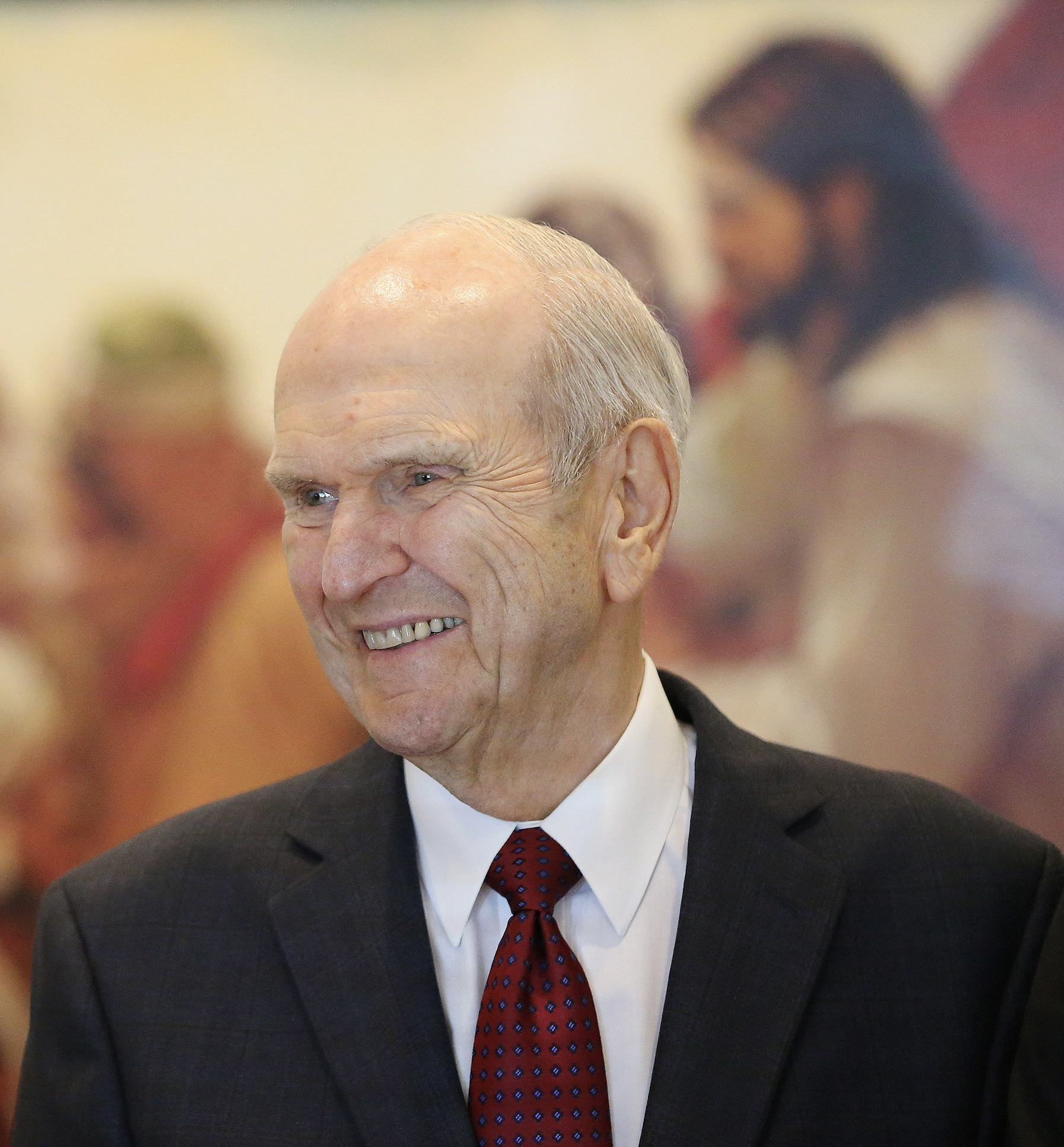
Russell M. Nelson, prezydent Kościoła Jezusa Chrystusa Świętych w Dniach Ostatnich od 2018, jeden z członków Pierwszego Prezydium tej wspólnoty religijnej

Pierwsze Prezydium – najwyższy organ zarządzający w wyznaniach zaliczanych do ruchu świętych w dniach ostatnich.

## Pochodzenie i ewolucja organu
Ukształtowało się już w początkach mormońskiej historii. W praktyce prekursorem prezydium jako gremium były odpowiednio stanowiska pierwszego i drugiego starszego, utworzone w dniu zorganizowania Kościoła Jezusa Chrystusa Świętych w Dniach Ostatnich (6 kwietnia 1830). Zapowiedziane w objawieniu, które mormoński przywódca miał otrzymać w listopadzie 1831, zostało ostatecznie utworzone w pełnym składzie w marcu 1832. 
Struktura organizacyjna Pierwszego Prezydium była przedmiotem objawienia, które Joseph Smith miał otrzymać w 1835, zapisanego ostatecznie w rozdziale 107. Nauk i Przymierzy. Niektórzy przywódcy Kościoła, w tym sam Smith, powoływali również dodatkowych doradców. Niektórzy z członków Pierwszego Prezydium nigdy nie wchodzili w skład Kworum Dwunastu Apostołów.

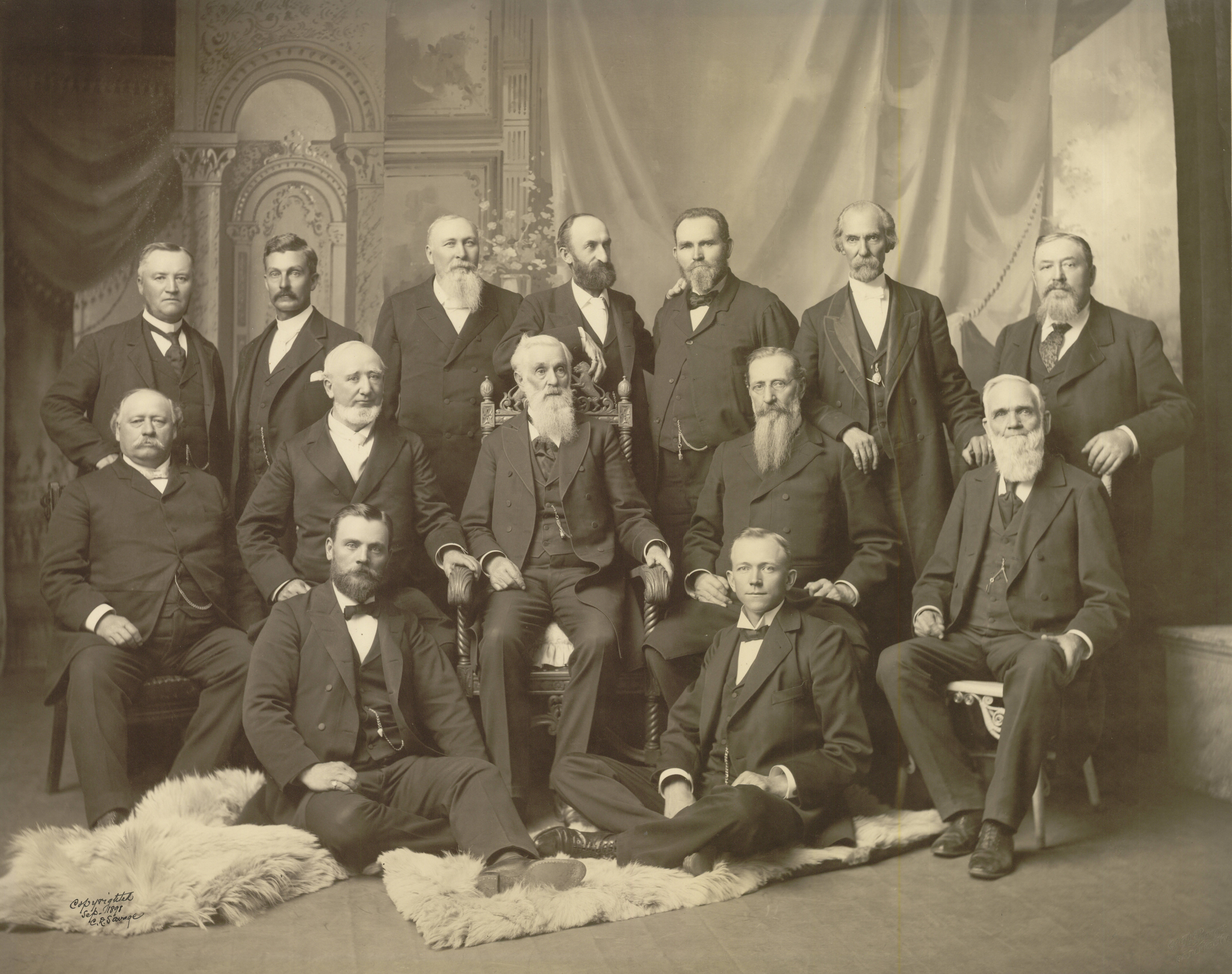
Pierwsze Prezydium i Kworum Dwunastu Apostołów, wrzesień 1898

## W Kościele Jezusa Chrystusa Świętych w Dniach Ostatnich
We współczesnym Kościele Jezusa Chrystusa Świętych w Dniach Ostatnich Pierwsze Prezydium jest uznawane za bezpośredniego sukcesora podobnego ciała powołanego niegdyś przez Chrystusa. W pierwotnym składzie Pierwszego Prezydium mieli się znaleźć apostołowie Piotr, Jakub i Jan. Pogląd ten opiera się na mormońskiej interpretacji niektórych ustępów ewangelicznych. 
Wszyscy członkowie Pierwszego Prezydium są wyświęceni w kapłaństwie Melchizedeka, jednym z dwóch typów kapłaństwa powszechnie występujących w Kościele. Jako apostołowie są wybierani pod natchnieniem przez urzędującego proroka (prezydenta). Dzierżą również wszystkie klucze kapłaństwa. Zgodnie z doktryną Kościoła mężczyźni zasiadający w Pierwszym Prezydium najczęściej uznawani są za proroków, widzących i objawicieli, podobnie jak członkowie Kworum Dwunastu Apostołów. Nie są przy tym uznawani za nieomylnych. Jako najwyższym kworum kapłańskiemu wspólnoty przysługuje im tytuł przewodniczących wyższych kapłanów.
W strukturze organizacyjnej tej wspólnoty religijnej znajduje się przed Kworum Dwunastu Apostołów oraz Prezydium Siedemdziesięciu. Składa się z prezydenta Kościoła oraz jego dwóch doradców, niemal zawsze będących także apostołami. Stanowi najwyższe gremium czy też radę istniejącą w tej wspólnocie religijnej. Ze względu na swą centralną pozycję w hierarchii Kościoła bywa porównywane do urzędu papieża w Kościele katolickim.
Rolą wchodzących doń mężczyzn jest bycie szczególnymi świadkami Jezusa Chrystusa. By wypełnić swoje podstawowe zadanie, jego członkowie zazwyczaj intensywnie podróżują po świecie. Każdorazowo śmierć proroka (prezydenta) Kościoła powoduje automatyczne rozwiązanie Pierwszego Prezydium, natomiast jego dotychczasowi członkowie powracają na swoje wcześniejsze miejsca w Kworum Dwunastu Apostołów. Odtworzone zostaje, czasem w zmienionym składzie osobowym, po wyborze i wyświęceniu oraz ustanowieniu nowego przywódcy. Zakres jego zadań i obowiązków jest bardzo szeroki, obejmując w zasadzie wszystkie aspekty ogólnoświatowej działalności Kościoła, w tym pracę misjonarską oraz budowę świątyń. Zarezerwowana dlań jest również interpretacja mormońskiej doktryny. Wybór Pierwszego Prezydium jest wyłączną prerogatywą prezydenta, który nie jest związany jakimkolwiek precedensem czy wcześniejszymi ustaleniami.
Pierwsze Prezydium nie stanowi jednocześnie grupy mężczyzn o równym sobie statusie i uprawnieniach. Całość władzy spoczywa w rękach prezydenta Kościoła, któremu z kolei podlegają doradcy. Dodatkowo, zgodnie z tradycją, pierwszy doradca ma pierwszeństwo przed drugim. Pod nieobecność prezydenta (proroka) doradcy przewodniczą spotkaniom rad zarządzających Kościołem, jak również konferencjom kościelnym. Jeżeli prorok jest niezdolny do wykonywania swoich obowiązków ze względu na problemy zdrowotne, mogą przejąć jego obowiązki, działając w takim przypadku w ścisłej współpracy z Kworum Dwunastu Apostołów. I w tym przypadku wszakże prezydent Kościoła pozostaje osobą z ostateczną mocą decyzyjną.
Członkowie Pierwszego Prezydium zazwyczaj spotykają się przynajmniej raz w tygodniu. Odbywają również cotygodniowe spotkania z Kworum Dwunastu Apostołów w świątyni w Salt Lake City. W pierwszy czwartek każdego miesiąca spotykają się także ze wszystkimi przedstawicielami wyższych władz kościelnych, przekazując im wówczas informacje o wszelkich istotnych zmianach i innych zagadnieniach związanych z funkcjonowaniem Kościoła. Proces decyzyjny w Pierwszym Prezydium opiera się na zasadzie jednomyślności. 
Od 2018 Pierwsze Prezydium Kościoła Jezusa Chrystusa Świętych w Dniach Ostatnich tworzą kolejno prezydent Kościoła Russell M. Nelson, Dallin H. Oaks (pierwszy doradca) oraz Henry B. Eyring (drugi doradca).

## W Społeczności Chrystusa
Jako integralna część historii mormonizmu organ ten stanowi część struktury różnych organizmów religijnych wywodzących swój rodowód od Josepha Smitha. Występuje zatem w Społeczności Chrystusa, do 2001 znanej jako Zreorganizowany Kościół Jezusa Chrystusa Świętych w Dniach Ostatnich. Jest to największa denominacja w łonie całego ruchu świętych w dniach ostatnich po omówionym powyżej Kościele Jezusa Chrystusa Świętych w Dniach Ostatnich. 
W tej wspólnocie w skład Pierwszego Prezydium wchodzą kolejno Stephen M. Veazey (prezydent, od 2005), Scott Murphy (doradca, od 2013) oraz Stassi Cramm (doradczyni, jednocześnie posługująca jako przewodnicząca biskupka). Obecność kobiet w najwyższym gremium kapłańskim Społeczności Chrystusa sięga 2007.

## W Kościele Jezusa Chrystusa
W Kościele Jezusa Chrystusa, relatywnie niewielkiej wspólnocie, której członków nazywa się niekiedy bikertonitami organ ten funkcjonuje jako Kworum Trzech. Pierwotnie stanowił w niej gremium odrębne od Kworum Dwunastu Apostołów, w harmonii z wzorcem administracyjnym powielanym w wielu innych denominacjach mormońskich. Budziło to jednak kontrowersje i wątpliwości, głównie dlatego, że zwiększało liczbę apostołów do piętnastu. Z biegiem czasu zatem Kworum Trzech zintegrowano z kworum macierzystym, grupującym wyświęconych apostołów. Co za tym idzie, stanowisko prezydenta Kościoła stało się tożsame z funkcją przewodniczącego Kworum Dwunastu Apostołów.
Współcześnie Kworum Trzech Kościoła Jezusa Chrystusa wybierane jest dorocznie przez konferencję generalną Kościoła. Składa się z prezydenta oraz dwóch doradców, żaden z nich jednak indywidualnie nie jest uznawany za proroka. Tworzą je Joel Gehly (prezydent), Peter Scolaro (pierwszy doradca) oraz Frank J. Natoli Jr. (drugi doradca).

## W kościołach założonych przez Sidneya Rigdona
Sidney Rigdon był jedną z najistotniejszych postaci we wczesnej historii świętych w dniach ostatnich. Posługiwał jako doradca w Pierwszym Prezydium, natomiast po śmierci Josepha Smitha próbował bezskutecznie przejąć kontrolę nad Kościołem. Ekskomunikowany przez Brighama Younga, ostatecznie stał za utworzeniem dwóch odrębnych kościołów.
Pierwszy z nich początkowo występował pod nazwą Kościół Jezusa Chrystusa Świętych w Dniach Ostatnich. Później powrócił do określania się jako Kościół Chrystusa, pragnąc nawiązać w ten sposób do samych korzeni organizacji powołanej przez Smitha. Zaprzestał on jakiejkolwiek aktywności w 1847. Pierwsze Prezydium zachowało w grupie tej swą nadrzędną pozycję, władzę dzieliło wszakże z tak zwaną wielką radą, złożoną z siedemdziesięciu trzech osób.

## W innych denominacjach ruchu świętych w dniach ostatnich
Zapoczątkowany przez Josepha Smitha ruch świętych w dniach ostatnich cechuje niezwykle daleko posunięta fragmentaryzacja. Jak wskazano w literaturze, częściowo wynika to z tego, że rozmaite odłamy odwołują się w swej teologii i praktyce do różnych okresów religijnej aktywności Smitha. Innym źródłem głębokich podziałów wśród świętych w dniach ostatnich jest stosunek do poligamii, czyli do nakazu zawierania małżeństw pluralistycznych. Fragmentaryzacja szerszej tradycji, obecna we wszystkich jej odłamach, w tym wśród tak zwanych mormońskich fundamentalistów, powoduje, iż trudno jest wymienić wszystkie wspólnoty, w których funkcjonuje Pierwsze Prezydium. Jest ich niemniej znacznie więcej niż te opisane powyżej. Występuje chociażby w Przywróconym Kościele Jezusa Chrystusa założonym przez Eugene'a O. Waltona, Kościele Chrystusa - Społeczności Świętych w Dniach Ostatnich, Prawdziwym i Żywym Kościele Jezusa Chrystusa w Dniach Końca, czy wreszcie w Przywróconym Kościele Jezusa Chrystusa założonym przez Stanleya M. Kinga.
Nie we wszystkich kościołach przy tym Pierwsze Prezydium przyjmuje tę samą, zwyczajową formę. W Domu Aaronowym, wspólnocie założonej w 1943 w EskDale w stanie Utah, odpowiedzialność za sprawy doczesne i duchowe w organizacji spoczywa na barkach dwóch osób, prezydenta-głównego wyższego kapłana oraz pierwszego wyższego kapłana. Im z kolei podlega urząd drugiego wyższego kapłana. Istnieje możliwość powołania kilku bądź nawet kilkunastu drugich wyższych kapłanów. W Szkole Proroków, założonej przez Roberta C. Crossfielda w Boise w stanie Idaho (1982) kościołem kieruje prorok wspomagany przez sześciu doradców.